# Politique dans l'Oise
Le département français de l'Oise est un département créé le 4 mars 1790 en application de la loi du 22 décembre 1789, à partir des anciennes provinces de Picardie et d'Île-de-France. Les 679 actuelles communes, dont presque toutes sont regroupées en intercommunalités, sont organisées en 21 cantons permettant d'élire les conseillers départementaux. La représentation dans les instances régionales est quant à elle assurée par 21 conseillers régionaux. Le département est également découpé en 7 circonscriptions législatives et est représenté au niveau national par sept députés et quatre sénateurs. 

## Représentation politique et administrative

### Préfets et arrondissements

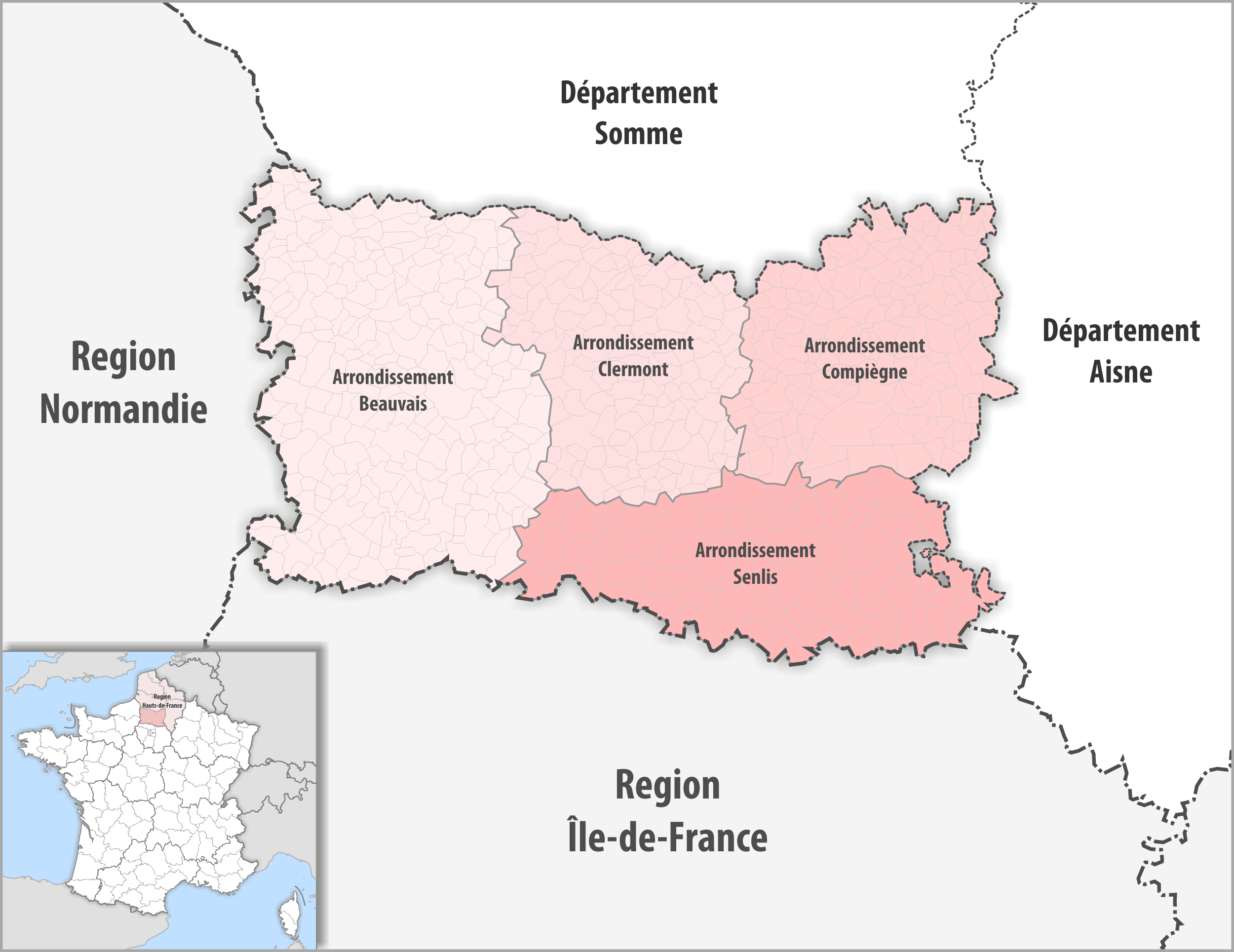
Arrondissements

La préfecture de l'Oise est localisée à Beauvais. Le département possède en outre deux sous-préfectures à Clermont, Compiègne et Senlis.

### Députés et circonscriptions législatives

Circonscriptions et affiliations à l'issue des élections de 2024.

| Circ. | Nom                 |  | Parti  | Groupe                      | Suppléant         |
| ----- | ------------------- |  | ------ | --------------------------- | ----------------- |
| 1re   | Claire Marais-Beuil |  | RN     | Rassemblement national      | Pascal Robert     |
| 2e    | Philippe Ballard    |  | RN     | Rassemblement national      | Isabelle Lescalle |
| 3e    | Alexandre Sabatou   |  | LAF-RN | Rassemblement national      | Jonathan Verbeken |
| 4e    | Éric Woerth         |  | RE     | Ensemble pour la République | Véronique Ludmann |
| 5e    | Frédéric-Pierre Vos |  | RN     | Rassemblement national      | Brice Hamard      |
| 6e    | Michel Guiniot      |  | RN     | Rassemblement national      | Bruno Huygebaert  |
| 7e    | David Magnier       |  | RN     | Rassemblement national      | Mirko Patin       |

### Sénateurs
| Nom                   |  | Parti | Groupe                                | Autres mandats (passés ou actuels) |
| --------------------- |  | ----- | ------------------------------------- | ---------------------------------- |
| Édouard Courtial      |  | LR    | Les Républicains                      | Président du conseil départemental |
| Alexandre Ouizille    |  | PS    | Socialiste, écologiste et républicain |                                    |
| Olivier Paccaud       |  | LR    | Les Républicains                      | Conseiller départemental           |
| Sylvie Valente-Le Hir |  | LR    | Les Républicains                      | Maire de Tracy-le-Mont             |

### Conseillers départementaux

Cantons et affiliations à l'issue des élections de 2021.

| Canton                 | Conseiller Sortant     | Parti | Parti | Conseiller Élu         | Parti | Parti |
| ---------------------- | ---------------------- | ----- | ----- | ---------------------- | ----- | ----- |
| Beauvais-1             | Brigitte Lefebvre      |       | LR    | Brigitte Lefebvre      |       | LR    |
| Beauvais-1             | Charles Locquet        |       | DVD   | Charles Locquet        |       | DVD   |
| Beauvais-2             | Nadège Lefebvre        |       | LR    | Nadège Lefebvre        |       | LR    |
| Beauvais-2             | Franck Pia             |       | UDI   | Franck Pia             |       | UDI   |
| Chantilly              | Nicole Ladurelle       |       | LR    | Isabelle Wojtowiez     |       | LR    |
| Chantilly              | Patrice Marchand       |       | LR    | Patrice Marchand       |       | LR    |
| Chaumont-en-Vexin      | Alain Letellier        |       | LR    | Benoît Biberon         |       | DVD   |
| Chaumont-en-Vexin      | Sophie Levesque        |       | LR    | Sophie Levesque        |       | LR    |
| Clermont               | Édouard Courtial       |       | LR    | Maxime Minot           |       | LR    |
| Clermont               | Ophélie Van-Elsuwe     |       | LR    | Ophélie Van-Elsuwe     |       | LR    |
| Compiègne-1            | Danielle Carlier       |       | DVD   | Danielle Carlier       |       | DVD   |
| Compiègne-1            | Éric de Valroger       |       | LR    | Éric de Valroger       |       | LR    |
| Compiègne-2            | Sandrine de Figueiredo |       | UDI   | Sandrine de Figueiredo |       | UDI   |
| Compiègne-2            | Jean Desessart         |       | LR    | Jean Desessart         |       | LR    |
| Creil                  | Dominique Lavalette    |       | PS    | Dominique Lavalette    |       | PS    |
| Creil                  | Adnane Akabli          |       | PS    | Adnane Akabli          |       | PS    |
| Crépy-en-Valois        | Béatrice Gouraud       |       | RN    | Véronique Cavaletti    |       | DVD   |
| Crépy-en-Valois        | Jean-Paul Letourneur   |       | RN    | Luc Chapoton           |       | MoDem |
| Estrées-Saint-Denis    | Anais Dhamy            |       | LR    | Anais Dhamy            |       | LR    |
| Estrées-Saint-Denis    | Patrice Fontaine       |       | LR    | Patrice Fontaine       |       | LR    |
| Grandvilliers          | Martine Borgoo         |       | DVD   | Martine Borgoo         |       | DVD   |
| Grandvilliers          | Gérard Decorde         |       | LR    | Pascal Verbeke         |       | DVD   |
| Méru                   | Ilham Alet             |       | LREM  | Frédérique Leblanc     |       | LR    |
| Méru                   | Gérard Auger           |       | PS    | Bruno Caleiro          |       | LR    |
| Montataire             | Jean-Pierre Bosino     |       | PCF   | Jean-Pierre Bosino     |       | PCF   |
| Montataire             | Catherine Dailly       |       | PCF   | Catherine Dailly       |       | PCF   |
| Mouy                   | Anne Fumery            |       | DVD   | Anne Fumery            |       | DVD   |
| Mouy                   | Olivier Paccaud        |       | LR    | Olivier Paccaud        |       | LR    |
| Nanteuil-le-Haudouin   | Nicole Colin           |       | LR    | Nicole Colin           |       | LR    |
| Nanteuil-le-Haudouin   | Gilles Sellier         |       | LR    | Gilles Sellier         |       | LR    |
| Nogent-sur-Oise        | Christophe Dietrich    |       | LR    | Christophe Dietrich    |       | LR    |
| Nogent-sur-Oise        | Gillian Roux           |       | LR    | Gillian Roux           |       | LR    |
| Noyon                  | Michel Guiniot         |       | RN    | Corinne Achin          |       | DVG   |
| Noyon                  | Nathalie Jorand        |       | RN    | Thibault Delavenne     |       | PRG   |
| Pont-Sainte-Maxence    | Arnaud Dumontier       |       | LR    | Arnaud Dumontier       |       | LR    |
| Pont-Sainte-Maxence    | Khristine Foyart       |       | DVD   | Teresa Dias            |       | DVD   |
| Saint-Just-en-Chaussée | Nicole Cordier         |       | DVD   | Nicole Cordier         |       | DVD   |
| Saint-Just-en-Chaussée | Frans Desmedt          |       | LR    | Frans Desmedt          |       | LR    |
| Senlis                 | Jérôme Bascher         |       | LR    | Jérôme Bascher         |       | LR    |
| Senlis                 | Corry Neau             |       | LR    | Corry Neau             |       | LR    |
| Thourotte              | Hélène Balitout        |       | PCF   | Hélène Balitout        |       | PCF   |
| Thourotte              | Sébastien Nancel       |       | PCF   | Sébastien Nancel       |       | PCF   |

### Conseillers régionaux
Présidence : Xavier Bertrand (Aisne)
|            | Parti    | Siège |
| ---------- | -------- | ----- |
| Majorité   |          |       |
|            | LR       | 6     |
|            | DVD      | 4     |
|            | UDI      | 1     |
|            | MoDem    | 1     |
|            | Horizons | 1     |
| Opposition |          |       |
|            | RN       | 4     |
|            | PS       | 1     |
|            | LFI      | 1     |
|            | EELV     | 1     |

### Maires

Carte des 679 communes de l'Oise au 1er janvier 2022.

| Commune              | Maire                  |  | Parti | Élection | Population |
| -------------------- | ---------------------- |  | ----- | -------- | ---------- |
| Beauvais             | Franck Pia             |  | UDI   | 2022     | 55 906     |
| Chambly              | David Lazarus          |  | DVG   | 2013     | 9 909      |
| Chantilly            | Isabelle Wojtowiez     |  | LR    | 2017     | 10 740     |
| Clermont             | Lionel Ollivier        |  | PS    | 2004     | 10 704     |
| Compiègne            | Philippe Marini        |  | LR    | 1987     | 40 808     |
| Creil                | Jean-Claude Villemain  |  | PS    | 2008     | 36 494     |
| Crépy-en-Valois      | Virginie Douat         |  | DVD   | 2021     | 14 243     |
| Gouvieux             | Thomas Iraçabal        |  | SE    | 2023     | 8 934      |
| Lamorlaye            | Nicolas Moula          |  | LR    | 2017     | 9 097      |
| Margny-lès-Compiègne | Bernard Hellal         |  | MoDem | 1995     | 8 700      |
| Méru                 | Nathalie Ravier        |  | DVD   | 2014     | 14 091     |
| Montataire           | Jean-Pierre Bosino     |  | PCF   | 1994     | 13 944     |
| Nogent-sur-Oise      | Jean-François Dardenne |  | DVC   | 2008     | 21 859     |
| Noyon                | Sandrine Dauchelle     |  | LR    | 2020     | 12 810     |
| Pont-Sainte-Maxence  | Arnaud Dumontier       |  | LR    | 2014     | 12 343     |
| Senlis               | Pascale Loiseleur      |  | DVD   | 2011     | 15 238     |